# Oblężenie Ishiyama Hongan-ji
Oblężenie Ishiyama Hongan-ji lub Wojna o Ishiyamę (jap. 石山合戦 Ishiyama-kassen) – walki o kompleks militarno-świątynny Ishiyama Hongan-ji pomiędzy członkami ruchu Ikkō-ikki (Ligi Jednomyślnych) i ich sojusznikami a Nobunagą Odą w trakcie schyłku okresu Sengoku i na początku okresu Azuchi Momoyama. Oblężenie było najdłuższym w historii Japonii i trwało od sierpnia 1570 do sierpnia 1580.

## Przyczyny
Druga połowa XVI w. to w historii Japonii pasmo walk pomiędzy różnymi daimyō o uzyskanie pełnej dominacji nad państwem. Wyrazicielem tej idei był m.in. Nobunaga Oda. Z kolei pomniejsze rody walczyły o utrzymanie dotychczasowego rozbicia feudalnego i słabej władzy centralnej. Na to nałożył się ruch Ikkō-ikki, który wywodził się z agresywnej ścieżki buddyzmu reprezentowanej przez sektę Ikkō-shū. Jej członków cechował zapał religijny i rozczarowanie ówczesnym system społecznym i politycznym. Wysuwano zatem hasła obalenia systemu siogunatu i nadmiernego uprzywilejowania warstwy samurajów. Z tym buntowniczym ruchem sympatyzowali często mnisi-wojownicy zwani sōhei, a nawet pomniejsze klany samurajów, które obawiały się o swoją pozycję w przypadku ustanowienia nowego silnego sioguna. Członkowie Ikkō-ikki nie dysponowali istotną siły militarną, ale nadrabiali to zapałem, w wyniku tego udawało im się wygrywać bitwy z lepiej przygotowanymi przeciwnikami. W pewnym momencie udało im się opanować niemal wszystkie drogi i szlaki handlowe wiodące z zachodu kraju do stolicy w Kioto. W tej sposób Nobunaga miał poważnie utrudnioną możliwość prowadzenia swoich operacji militarnych, a buntownicy czerpali korzyści z kontroli szlaków.

## Oblężenie
W sierpniu 1570 Nobunaga zebrał 30 tys. żołnierzy i wyruszył pod Ishiyama Hongan-ji, stanowiącej jedną z dwóch głównych fortec buntowników. Członkowie sekty posiadali rozległe systemy umocnień, stąd też napastnicy musieli wybudować sieć 51 posterunków wokół nich, aby choć częściowo odciąć obrońców od dostaw zapasów. Ludzie Nobunagi nie byli jednak w stanie całkowicie zablokować fortecy gdyż leżała ona na wybrzeżu i tamtędy mogła pozyskiwać zapasy. We wrześniu 1570 udało się przeprowadzić nocny wypad z twierdzy, który zaskoczył oblegających i zmusił ich do cofnięcia się. W tym czasie broniących się wzmocniły oddziały siostrzanej ligi buntowników – Saika-ikki i 3000 arkebuzerów. Sam Nobunaga nie pozostawał pod umocnieniami, lecz prowadził kampanie w innych regionach, a w końcu rozpoczął walki o Nagashimę, drugą z głównych fortec buntowników.
Przedłużające się oblężenie spowodowało jednak pogorszenie sytuacji obrońców, gdyż lokalne wody nie były w stanie zaspokoić potrzeb załogi. W 1575 forteca tak bardzo potrzebowała zapasów, że dowodzący obroną lider ruchu, główny kapłan (monshu) Kōsa, poważnie rozważał kapitulację. Wówczas jednak z pomocą przyszedł mu obalony przez Nobunagę były siogun Yoshiaki Ashikaga. Wezwał on Terumoto Mōriego do przysłania drogą morską zaopatrzenia dla obrońców. Ród Mōri był wówczas potęgą morską i należał do najbardziej zaciętych wrogów Nobunagi. W ten sposób okręty dowoziły zapasy do fortecy aż do 1578. Sam Yoshiaki wysłał natomiast do fortecy posiłki, które wzmocniły dodatkowo załogę.
W kwietniu 1576 dowodzący oblężeniem Mitsuhide Akechi i Murashige Araki poprowadzili 3000 żołnierzy do szturmu na umocnienia. Atak ten załamał się, gdyż obrońcy wyprowadzili kontruderzenie w sile 15 000 ludzi. Niepowodzenie to sprawiło, że wojska Ody musiały zmienić taktykę. Zdecydowano się na atakowanie mniejszych placówek buntowników i ich sprzymierzeńców. W ten sposób Hideyoshi Toyotomi zaatakował świątynię-fortecę Negoro-ji, jednak bez większego powodzenia. Mnisi z tej świątyni odbudowywali się bowiem po każdym ataku od początku lat 70. XVI wieku. Wówczas Nobunaga zwrócił się o pomoc do Yoshitaki Kukiego o pomoc przeciwko Mōrim. Pierwsza bitwa morska pod Kizugawaguchi zakończyła się jednak zwycięstwem Mōrich. Dopiero w 1578 nowa flota Kukiego złożona z 6 „protopancerników” atakebune pokonała statki Mōrich w drugiej bitwie i zmusiła ich do wycofania się.
W 1580 Kōsa odbył naradę ze swoimi stronnikami z klanu Mōri i udał się po pomoc do prowincji Kii, a obronę twierdzy pozostawił swemu synowi i Rairenowi Shimozumie. W międzyczasie do oblężonych przybył cesarski wysłannik. W przyniesionym piśmie cesarz Ōgimachi prosił obrońców o poddanie się. Nie mając wieści od ojca i nie chcąc się sprzeciwiać władcy, w sierpniu 1580 załoga skapitulowała. Wynegocjowano jednak korzystne warunki, gdyż obrońcom darowano życie, co zwłaszcza w przypadku dotychczasowych bardzo brutalnych działań Nobunagi należało do niezwykłych wyjątków. Twierdza jednak została przez zdobywców spalona, a w okresie 1583–1599, na jej zgliszczach Hideyoshi Toyotomi wzniósł zamek Ōsaka.

## Skutki
Kapitulacja twierdzy oznaczała kres potęgi ruchu Ikkō-ikki, gdyż jeszcze w 1574 upadła także forteca Nagashima. Ruch przetrwał jednak co najmniej do lat 90. XVI w., gdyż Kōsa sprzymierzył się z Toyotomim. Wyznawcy sekty Ikkō-shū musieli jednak ostatecznie zejść do podziemia. Do 1868 praktykowali potajemnie swój kult w formie kakure-nenbutsu, ale w wyniku restauracji Meiji otrzymali swobodę wyznania. Sam Nonunaga nie nacieszył się sukcesem. Już bowiem w 1582 został zdradzony przez Mitsuhide Akechiego i oblężony w Kioto. Według różnych źródeł zginął wówczas od pocisku z arkebuza lub też popełnił seppuku.